# Primer día de clases

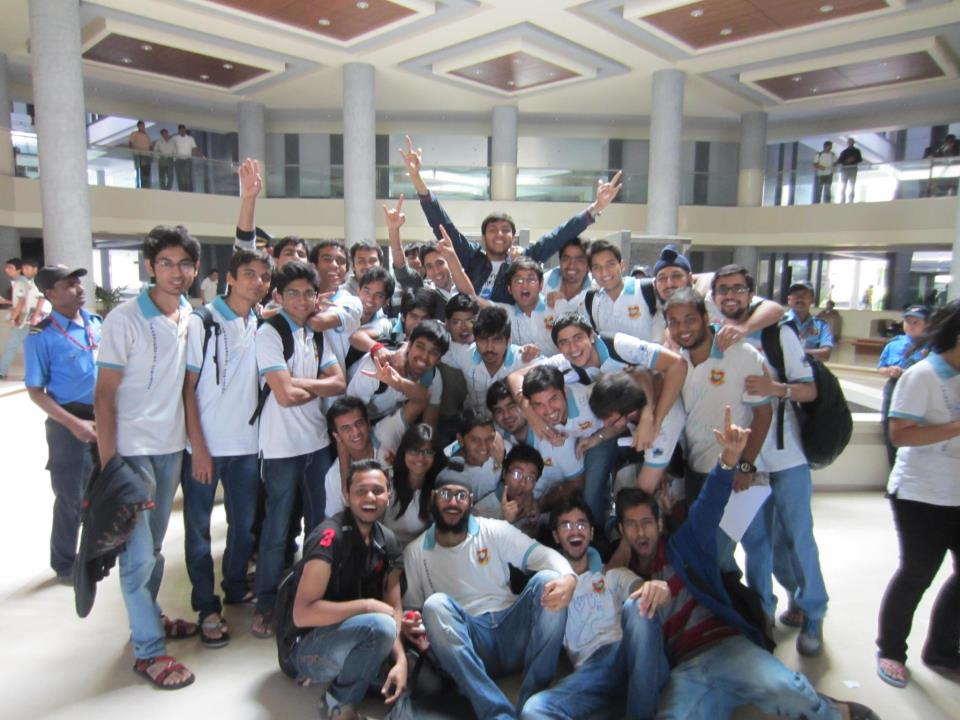
Estudiantes en su primer día de clase.

El primer día de clases es el primer día de un año escolar. Generalmente ocurre entre los meses de agosto y septiembre en el hemisferio norte, y entre Febrero y Marzo en el hemisferio sur, pero los días exactos varían dependiendo del país.

## América

### Costa Rica
El primer día de clase en Costa Rica es a principios de febrero. El ministro de Educación cambia la fecha anualmente para asegurar 200 días efectivos en el calendario escolar.

### Estados Unidos
En Estados Unidos, las directrices de educación se determinan principalmente a nivel estatal y distrital. Por esa razón, no hay algún día particular en el cual todas las escuelas estadounidenses inicien labores. Sin embargo, la mayoría de las escuelas inician labores justo después del Labor Day en septiembre, mientras que otras inician a principios de agosto. En ese día, el uso de transporte público se incrementa y la hora pico empieza antes. Por ejemplo, en el Distrito Escolar Unificado de San Diego, en San Diego, California, el primer día de clase del año escolar 2017-18 fue el 28 de agosto.

### México
En México, la Secretaría de Educación Pública es la responsable de asignar las fechas y períodos de actividad escolar. El primer día de clases siempre se encuentra en la segunda quincena de agosto; por ejemplo, el primer día de clases del año escolar 2018-19 inició el 20 de agosto.

### Brasil
En Brasil, el primer día de clases es el primer lunes de febrero, para tomar 200 días escolares. El año generalmente termina a fines de noviembre o principios de diciembre.

### Perú
En Perú, el primer día de clases en escuelas privadas suele ser el primer lunes de marzo y en las escuelas públicas suele ser el segundo o tercer lunes de marzo y el último día de clases de las escuelas privadas suele ser en la segunda o tercera semana de diciembre aproximadamente entre los días 10 y 17 de diciembre, en las escuelas públicas las clases terminan pocos días antes de Navidad, entre el 18 y 23 de diciembre.